# Grossita
La grossita és un mineral de la classe dels òxids. Rep el seu nom en honor de la seva descobridora, Shulamit Gross (1923 - 2012), membre emèrit del Servei Geològic d'Israel.

## Característiques
La grossita és un òxid de fórmula química CaAl₄O₇. Cristal·litza en el sistema monoclínic en grans subèdrics en forma de llistons o arrodonits, de fins a 30 μm; també apareix en agregats policristal·lins vorejats de melilita.
Segons la classificació de Nickel-Strunz, la grossita pertany a «04.CC: Òxids amb relació Metall:Oxigen = 2:3, 3:5, i similars, amb cations de mida mitjana i gran» juntament amb els següents minerals: cromobismita, freudenbergita, clormayenita, yafsoanita, latrappita, lueshita, natroniobita, perovskita, barioperovskita, lakargiïta, megawita, loparita-(Ce), macedonita, tausonita, isolueshita, crichtonita, davidita-(Ce), davidita-(La), davidita-(Y), landauïta, lindsleyita, loveringita, mathiasita, senaïta, dessauïta-(Y), cleusonita, gramaccioliïta-(Y), diaoyudaoïta, hawthorneïta, hibonita, lindqvistita, magnetoplumbita, plumboferrita, yimengita, haggertyita, nežilovita, batiferrita, barioferrita, jeppeïta, zenzenita i mengxianminita.

## Formació i jaciments
La grossita es forma en pedres calcàries argiloses metamorfosades a alta temperatura i baixa pressió (Formació Hatrurim, Israel) i en inclusions d'alt contingut en Ca-Al que es creu es van formar per condensacions de gotes o gas calent (meteorits). Va ser descoberta a la Formació Hatrurim (Nègueb, Israel). També ha estat descrita a Algèria, l'Antàrtida, l'Argentina, Austràlia, els Estats Units, França, Itàlia, el Kazakhstan, el Marroc, Mèxic, Rússia, la Xina i en meteorits del nord-oest d'Àfrica.
Sol trobar-se associada a altres minerals com: brownmil·lerita, mayenita, larnita (Formació Hatrurim, Israel); perovskita, melilita, hibonita, espinel·la, piroxè càlcic (meteorits).